# Tupã
Tupã (guaraní nasal y aguda) es el dios supremo de los guaraníes, la deidad primordial creadora de la luz y el universo. Su morada es Kuarahy (el sol) fuente de luz, origen de la humanidad. Como resultado de la evangelización jesuita y del consecuente sincretismo, la palabra Tupã es utilizada en guaraní paraguayo para hacer referencia al Dios cristiano.
En diciembre de 2019, la Unión Astronómica Internacional aprobó el nombre Tupã para rebautizar la estrella HD108147, en un concurso organizado localmente por el Centro Paraguayo de Informaciones Astronómicas en el marco del proyecto IAU100 NameExoWorlds 2019.

## Arasy y la creación
Tupã contrae nupcias con Arasy consagrándola, como su nombre sugiere, "la madre del cielo". Le asigna la Luna como morada.
Tupã y Arasy descienden a la tierra una mañana al cerro de Areguá y desde ese lugar crean la selva, los rios, los mares y a todos los seres vivos.

## Rupavẽ y Sypavẽ
Tupã también creó la primera pareja de seres humanos. Para lo cual tomó un poco de arcilla y la mezcló con jugo de ka'a ruvicha (yerba fabulosa), sangre de yvyja'u (Caprimulgidae), hojas de plantas sensitivas (entre ellas el jukeri: Mimosa sepiaria) y un ambu'a (Miriápodo). Con la mezcla hizo una pasta que remojó con el agua de un manantial cercano: Tupãykua (hoy Tupaikuá, lago Ypakaraí) para después formar dos estatuas a su semejanza que expuso al sol para que se secaran y darles entonces vida.
Llamaron a los recién creados ante su presencia y Arasy habló: -Mujer, que de mí naciste a mi semejanza, te doy por nombre Sypavẽ (madre de todos). Al varón, le dijo Tupã: -te doy por nombre Rupavẽ (el padre de todos).
Tupã les dio consejos para que vivan en amor y puedan pacíficamente procrear. También puso a disposición de ambos todos los seres y productos de la tierra para que los puedan utilizar sin desperdicios. A Rupavẽ le obsequió mbokaja (cocotero: Acrocomia aculeata y Copernicia totai), y Arasy a Sypavẽ la fruta del arasa (guayaba: Psidium guajava). Finalmente les anunció que algún día llegarían los Karaiete (verdaderos señores), para marcar el destino de estas tierras.
Tupã también creó junto a la pareja a Angatupyry (espíritu del bien) y a Tau (espíritu del mal), para guiarles en la vida.

## La descendencia
Rupavẽ y Sypavẽ tuvieron tres hijos varones y cuatro hijas:
- Tume Arandu: gran sabio y profeta guaraní, padre de la sabiduría, inspirado del cielo: es el Pa'i Sumé de las leyendas.
- Marangatu: virtuoso, bondadoso (fue el padre de Kerana, la diosa del sueño e hija mimada)
- Japeusa: cangrejo, que nació de pie, el hijo desobediente, que hacía las cosas al revés (ganó el desprecio de la familia por haber envenenado, por imprudencia, a su hermano Yrasẽma; después de esto se suicidó ahogándose y su cuerpo se transformó en cangrejo, para marchar hacia atrás)

Entre las mujeres se distinguieron:
- Porãsy: madre o diosa de la hermosura, y de gran fuerza física. (Se sacrificó para redimir a su pueblo de la dominación de los siete hermanos maléficos, hijos de Tau y Kerana).

- Guarasyáva: gran nadadora, se casó con el atlante Karive, apodado Paragua (hombre del mar)